# 直方市
直方市（のおがたし）は、福岡県の北部に位置する市。筑豊を構成する自治体の一つで、直鞍地区の中心都市である。
飯塚市、田川市と並んで筑豊三都に挙げられる。北九州都市圏にも属しており、市民全体のうち15%が北九州市へ通勤・通学している。

## 地理

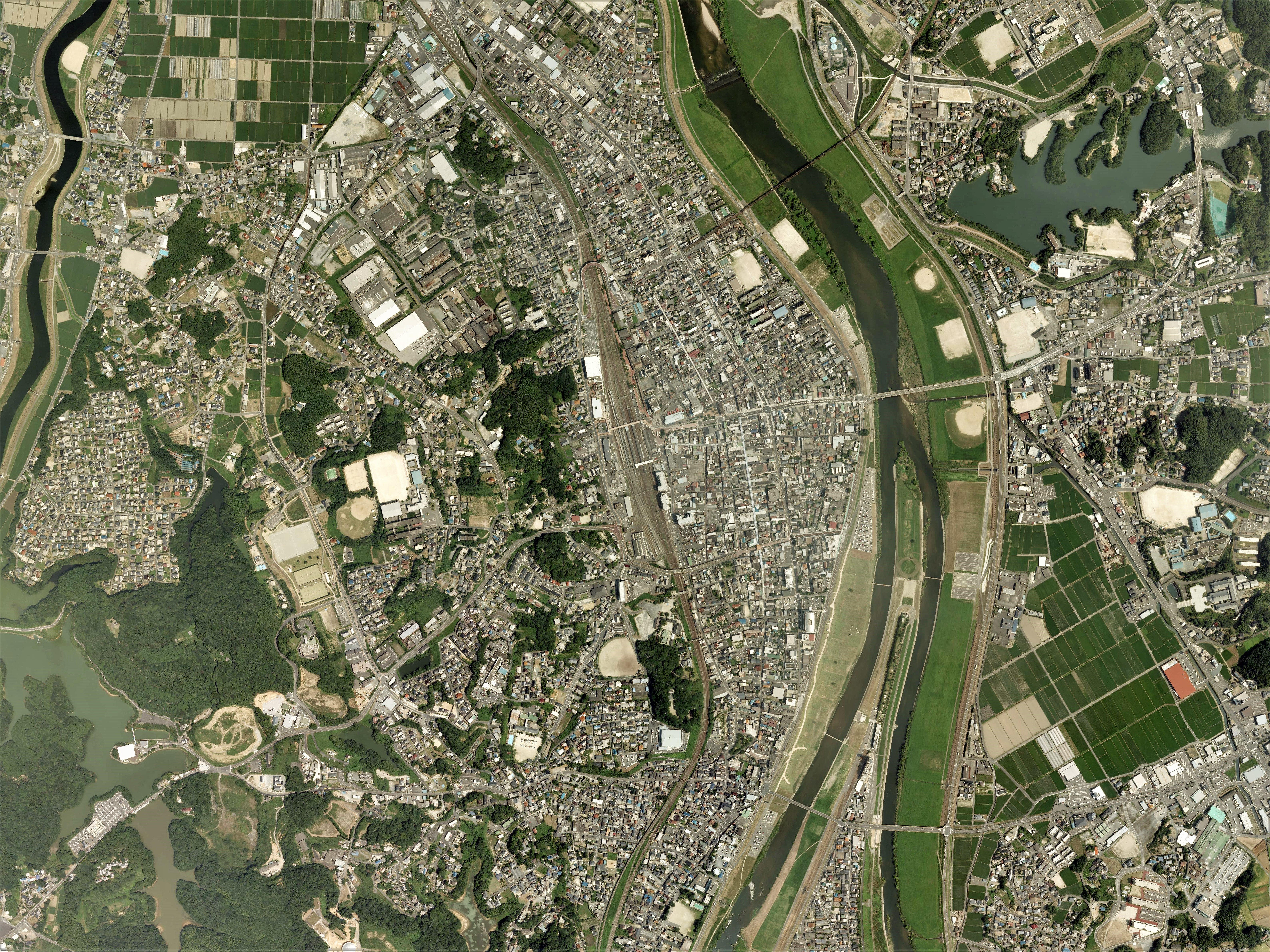
直方市中心部周辺の空中写真。
2007年7月27日撮影の8枚を合成作成。。

福岡県の北部、筑豊地方の北端部に位置する。北九州市中心部から南西約30km、福岡市から北東約50kmの場所にある。
市の中心部は平野地形で筑豊平野のほぼ中央にあたり、彦山川、犬鳴川をあつめた遠賀川が流れている。遠賀川とJR筑豊本線（福北ゆたか線）にはさまれた地域を中心に、市街地が形成されている。東部地域、西部地域は住宅地帯、南部地域は工業地帯、北部地域は農村地帯を中心に形成されている。
市の東部には福地山地が南北に走っており、主峰福智山 (900.8m) を中心に鷹取山や尺岳など平均標高600m級の山々が連なる。市の西部にも300m級の山がいくつかあり、六ヶ岳を中心に小さな山地を形成している。

### 山地
- 福智山
- 鷹取山
- 尺岳
- 雲取山
- 六ヶ岳

### 河川
- 遠賀川
- 彦山川
- 犬鳴川
- 近津川
- 福地川
- 居立川
- 北小川

### 隣接している自治体・行政区
- 北九州市（八幡西区・小倉南区）
- 飯塚市
- 宮若市
- 鞍手郡小竹町
- 鞍手郡鞍手町
- 田川郡福智町

### 地名
- 直方
- 山部
- 永満寺（旧福地村）
- 金田屋敷（旧福地村）
- 上境（旧福地村）
- 中泉（旧福地村）
- 畑（旧福地村）
- 下境（旧下境村）
- 植木（旧植木村）
- 上新入(旧新入村）
- 下新入（旧新入村）
- 知古（旧新入村）
- 頓野（旧頓野村）
- 上頓野（旧頓野村）
- 感田（旧頓野村）
- 赤地（1958年、小竹町の一部を編入）
- 神正町（1966年、山部・上新入・知古より発足）
- 新知町（1966年、知古・上新入・泰平町より発足）
- 新町1丁目～3丁目（1966年、直方・山部より発足）
- 須崎町（1966年、直方・山部より発足）
- 知古1丁目～3丁目（1966年、知古・上新入・永楽町・共栄町・泰平町・報国町・美園町より発足）
- 津田町（1966年、直方より発足）
- 殿町（1966年、直方より発足）
- 日吉町（1966年、直方・山部・上新入より発足）
- 古町（1966年、直方・山部より発足）
- 丸山町（1966年、山部より発足）
- 溝堀1丁目～3丁目（1967年、下境より発足）
- 湯野原1丁目～2丁目（2007年、感田より発足）

廃止された地名
- 永楽町（1938年～1966年。知古より発足し、知古1丁目～3丁目になり廃止）
- 共栄町（1938年～1966年。知古より発足し、知古1丁目～3丁目になり廃止）
- 泰平町（1938年～1966年。知古より発足し、知古1丁目～3丁目・新知町になり廃止）
- 報国町（1938年～1966年。知古より発足し、知古1丁目～3丁目になり廃止）
- 美園町（1938年～1966年。知古より発足し、知古1丁目～3丁目になり廃止）

## 生活面

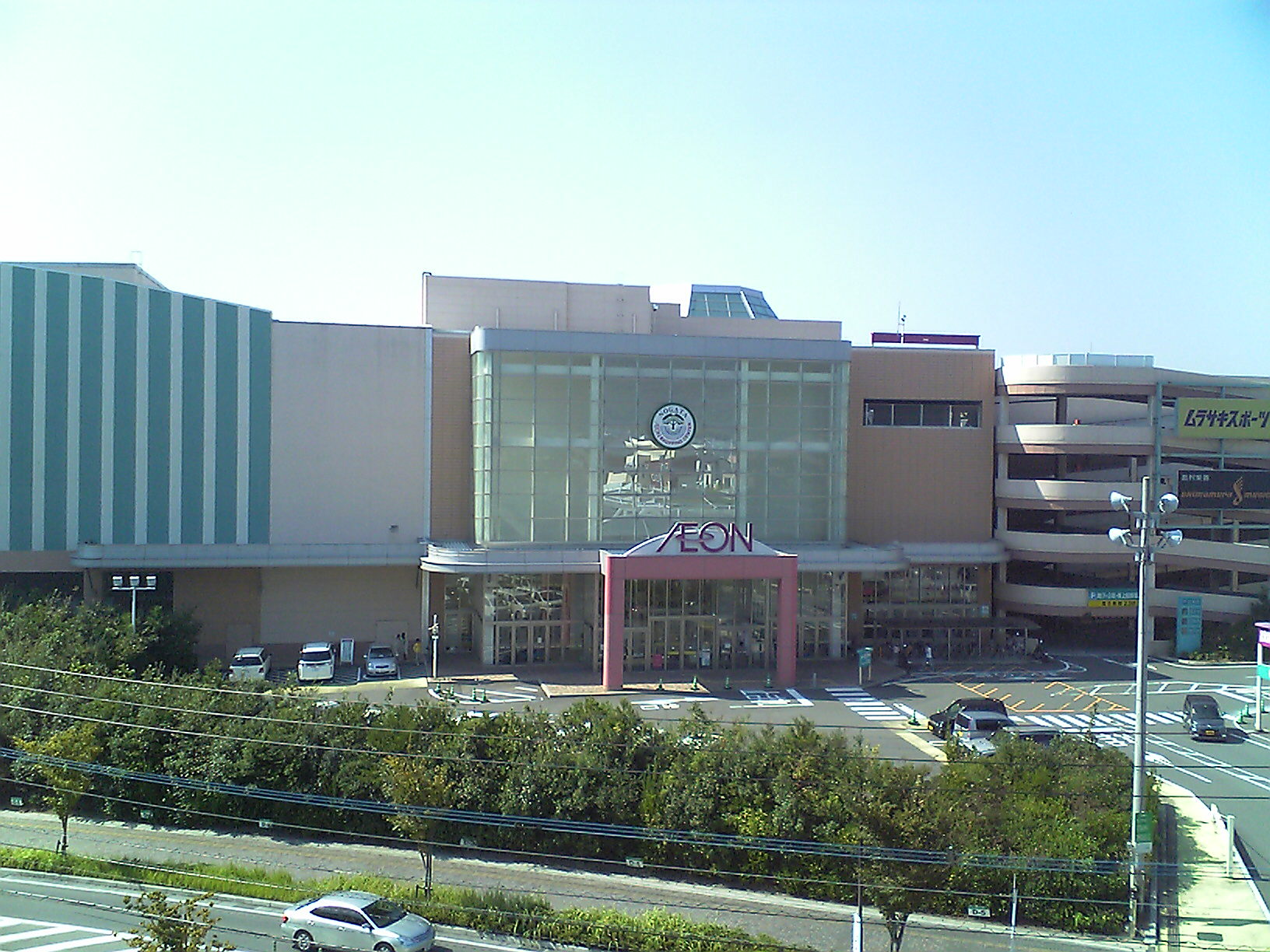
イオンモール直方

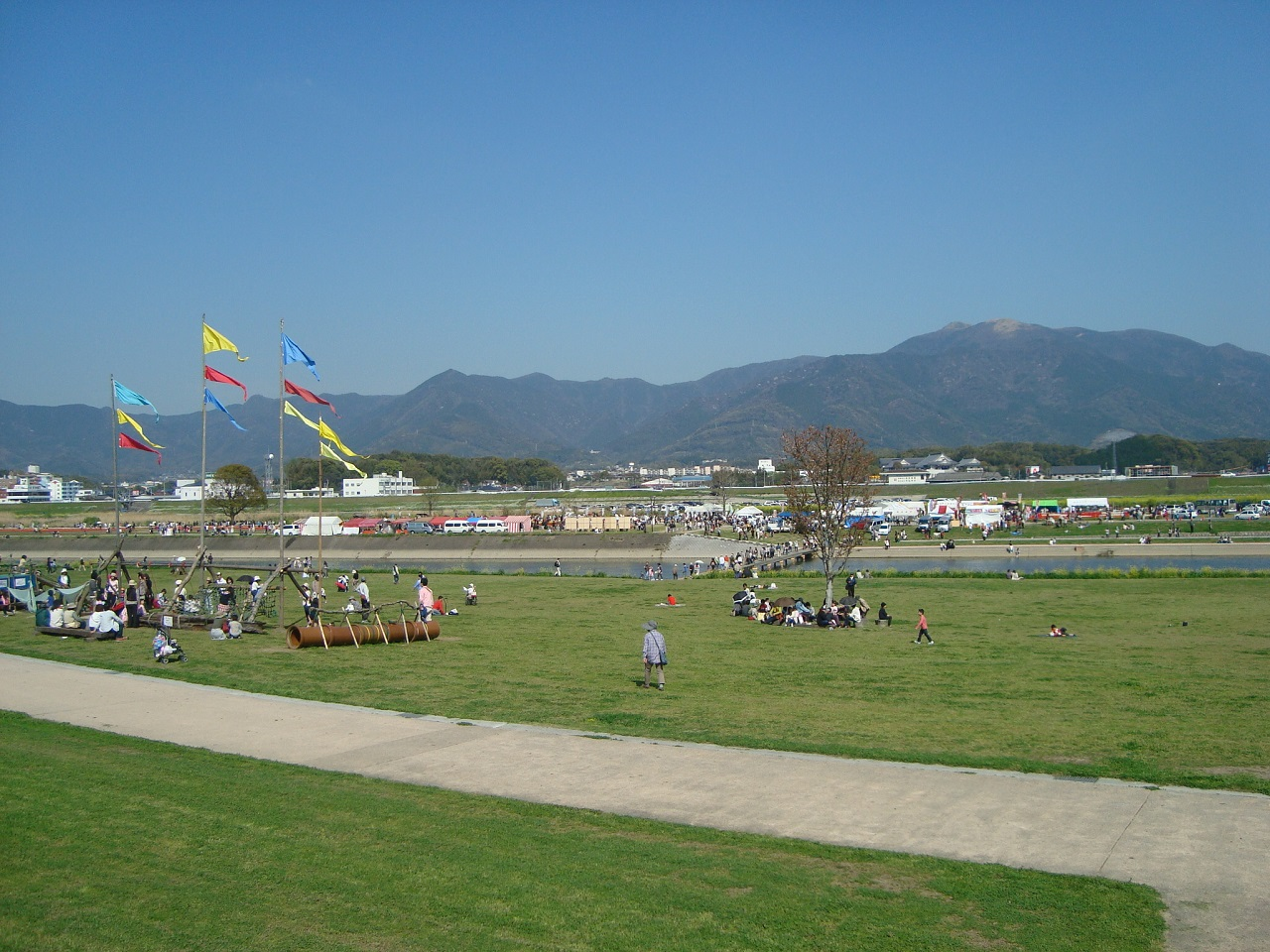
遠賀川河川敷と福智山山系

### 概要
- 北九州市と隣接し、小倉中心部まで30km圏内で比較的近い位置関係にあるため北九州市への通勤通学圏内である。北九州都市圏の10％圏域に属している。
- 2001年10月6日に、筑豊本線（福北ゆたか線）が電化開業。
- 2005年4月8日にイオンモール直方が開業。

### 中心商店街
- 古町商店街 - 市内最大の商店街。「ふるまち通り」という愛称がついている。旧長崎街道の道筋に形成され、江戸時代から続く老舗もある。
- 明治町商店街 - 直方駅前の商店街。明治の末、直方駅開業後にできた。駅前の商店街入口に直方市観光物産振興協会が入居している。
- 殿町商店街 - 古町商店街の南に続く商店街。末端部の一部のみがこの商店街となる。「とのまち通り」という愛称がついている。ロゴマーク等、古町商店街とイメージを統一している。
- 須崎町商店街 - JR直方駅から筑豊直方駅を接続する商店街。

中心商店街の近くに猿田彦神社の分社の一つがあり、月次祭が行われる毎月5日に「五日市」と呼ばれる大売出しのイベントが開催される。1959年から長年にわたって続けられており、以前は市内外より多くの買い物客が訪れていたが、近年はその勢いを無くしている。五日市にあわせて、西鉄バスでは近郊部より無料臨時バスが、平成筑豊鉄道では無料臨時列車が運行される。
古町商店街入口から殿町商店街入口までの中心商店街の総延長は600m程。すべてのアーケードを合算すると1kmを超え、人口約5万人規模の都市としては異例の規模である。「ホップスタンプ」と呼ばれるスタンプ事業は、全国の商店街の中でも有数の規模を誇っていた。近年は中心市街地の衰退が激しくなり、商店街においても空き店舗の増加が目立っている。

### 主な郊外型商業施設
- イオンモール直方 - 大型ショッピングセンター。市北部の感田地区、北九州市との市境部の国道200号バイパス沿いに立地する。
- 直方感田びっくり市 - 感田地区の国道200号沿いに立地する。毎週金・土・日曜日のみ営業。
- もちだんご村 - 市東部の下境地区にあり、もち吉の本社・工場や同社の関連施設・店舗が集積している。また周辺にも様々な郊外型店舗が立地している。
- 新入パワータウン - 新入駅前の直方気動車区跡地にある、郊外型店舗が多数集まるパワーセンター形態の商業施設。

### 住宅地
- 東部地域の感田地区、頓野地区には住宅団地が形成されている。
- 市の中心街には、古くからの住宅に加え、近年はマンションも建設されている。

### 自然
- 市の東部では福智山を中心に、緑豊かな自然が形成されている。
- 福智山のふもとには、福智山ろく花公園や高取焼の窯元がある。辺りはのどかな田園地帯で、農産物を直販する店や自然食を味わえる料理店もある。
- 中心部を流れる遠賀川の河川敷は春になると菜の花が満開になり、市民の憩いの場となっている。

## 歴史

### 市名の由来
古くは真言宗の名刹東蓮寺があったので東蓮寺とも呼ばれたが、室町期に兵火で寺は焼失する。のち、懐良親王が城を築いて少弐氏と戦ったため“皇方（のうがた）”と呼ばれるようになったのが地名の起源と云う。

### 江戸時代
筑前国に属し、長崎街道に沿って城下町が形成された。1623年（元和9年）、福岡藩藩主であった黒田長政の四男、黒田高政 が福岡藩から分封されて妙見山（現: 多賀公園）に館を構え東蓮寺藩を起こす。第3代藩主・黒田長寛の時代の1675年（延宝3年）に藩名を直方藩と改称したが、1677年（延宝5年）に本家の福岡藩の跡継ぎがいなくなったことから長寛は福岡藩に移り、直方藩は消滅した。
その後1688年（元禄元年）に黒田長清が福岡藩から分封され再び直方藩を起こしたが、これも1720年（享保5年）に長清が没すると跡継ぎがいないことから福岡藩の領地となり廃藩となった。
廃藩後、直方の商人たちは長崎街道を、現在の市中心部を通るルートへ変更させることに成功し、廃藩後の窮地を脱することができた。

### 近現代
筑豊で石炭が見つかり、明治時代から昭和30年代までは石炭産業で栄え、筑豊地方の石炭の集積地と問屋的な機能の役割を果たすようになった。
市内には商工省九州炭鉱保安技術研究所がおかれたほか筑豊鉱山高等学校も設立された。これら炭鉱の採掘技術を支える施設は、1949年（昭和24年）の昭和天皇の戦後巡幸の際に視察先の一つとなった。
エネルギー革命により石炭産業は衰えるが、直方市内には大規模な炭鉱が少なく、人口の割に炭鉱労働者が多くなかったこともあって、筑豊の他の市町村に比べると影響は小さかった。また、北九州市に隣接する地の利を生かし住宅団地が造成され、筑豊地区の他の自治体が大きく人口を落とす中でも比較的人口を維持し続けた。
閉山後は市内に工業団地が造成されて製造業の進出が進み、産業構造の転換が進みつつある。
石炭産業の発展とともに石炭を輸送するため鉄道網が整備され、直方駅構内には操車場や機関区が置かれて多数の鉄道職員が勤務し、直方市は鉄道網の中枢としても栄えた。現在では規模は縮小したものの、JR九州の車両基地が直方市に設けられている。

### 市域の変遷
- 1889年4月1日 - 町村制施行により、現在の市域にあたる鞍手郡直方町・福地村・下境村・頓野村・新入村・植木村が発足。
- 1900年3月14日 - 植木村が町制施行。植木町となる。
- 1926年11月1日 - 直方町・福地村・下境村・頓野村・新入村を廃し、その区域をもって新たに直方町を置く[2]。
- 1931年1月1日 - 直方町が市制を施行。直方市となる。
- 1955年3月31日 - 植木町を編入。

### 歴代市長
| 代    | 氏名       | 就任年月日    | 退任年月日     | 備考       |
| ----- | ---------- | ------------- | -------------- | ---------- |
| 初    | 勝野重吉   | 1931年2月5日  | 1935年2月4日   |            |
| 2     | 勝野重吉   | 1935年2月5日  | 1939年2月4日   |            |
| 3     | 勝野重吉   | 1939年2月18日 | 1941年6月29日  |            |
| 4     | 香月俊一郎 | 1941年7月8日  | 1945年7月17日  |            |
| 5     | 香月俊一郎 | 1945年7月18日 | 1945年10月30日 |            |
| 6     | 清永英雄   | 1945年12月4日 | 1946年11月21日 |            |
| 7     | 行実重十郎 | 1947年4月6日  | 1951年4月4日   | 以後、公選 |
| 8     | 行実重十郎 | 1951年4月25日 | 1955年5月1日   |            |
| 9-10  | 向野丈夫   | 1955年5月2日  | 1963年5月1日   |            |
| 11-12 | 西村房雄   | 1963年5月2日  | 1971年5月1日   |            |
| 13-14 | 川原勝麿   | 1971年5月2日  | 1979年5月1日   |            |
| 15-18 | 有馬直和   | 1979年5月2日  | 1995年5月1日   |            |
| 19-20 | 有吉威     | 1995年5月2日  | 2003年3月5日   | 辞職       |
| 21-23 | 向野敏昭   | 2003年4月27日 | 2015年2月10日  | 任期中死去 |
| 24    | 壬生隆明   | 2015年4月26日 | 2019年4月25日  |            |
| 25    | 大塚進弘   | 2019年4月26日 |                |            |

※歴代市長

## 行政

### 市長
- 大塚進弘（2期目）
- 任期：2027年4月25日

### 市議会
- 定数: 19人
- 任期: 2027年5月1日

### 一部事務組合
- 直方・鞍手広域市町村圏事務組合

### 消防
- 直方市消防本部
  - 直方消防署

### 警察
- 福岡県警察直方警察署
  - 駅前交番（えきまえ・直方市大字山部243番地2）
  - 頓野交番（とんの・直方市大字頓野2104番地34）
  - 中泉交番（なかいずみ・直方市大字金田屋敷2185番地2）
  - 植木駐在所（うえき・直方市大字植木1019番地5）
  - 下新入駐在所（しもしんにゅう・直方市大字下新入1番地3）

## 産業

### 概要
- 商工業都市で、工業と商業が共にバランス良く発展している。

### 農業
- 植木地区や上頓野地区では、米のほか、イチゴ「あまおう」やブドウの栽培が行われている。

### 工業
- 炭鉱の閉山後は、産業構造の転換を進めており、鉄工業や機械工業等が主力となっている。市の北東部に直方工業団地、南部に中泉工業団地が造成され、植木地区に産業業務用団地が整備されている。
- 近年では直方周辺で自動車産業の集積が進み、関連企業の進出も見られる。

### 商業
- 石炭産業の頃より、筑豊地区の卸問屋としての機能を有していた。小売業では、直鞍地区の中心都市として商店街が栄えてきた。近年では、郊外にイオンモール直方が進出するなど市内外より多くの買い物客が訪れる。
- 2016年、知古地区にサンリブ直方店が直方駅前より移転。市議会では中心市街地の買い物弱者を生む可能性も指摘された[3]。

### 市内に本社を置く企業
- もち吉（森田製菓）
- メイホー
- 直方ガス
- 直鞍農業協同組合

### 直方市発祥の企業
- 明治屋産業（肉のびっくり市）
- はせがわ

※両社とも福岡市に本社移転した。

### 土産品・名産品
- もち吉 - せんべいが有名である。代表的な商品として「餅のおまつり」がある。
- 成金饅頭 - 炭鉱景気の頃からの名物菓子。
- 直方だるま - 江戸時代からの伝統を誇る。県指定特産工芸品。
- 高取焼

## 人口
| |                                        |  |
| 直方市と全国の年齢別人口分布（2005年） | 直方市の年齢・男女別人口分布（2005年） |  |
| ■紫色 ― 直方市 ■緑色 ― 日本全国 | ■青色 ― 男性 ■赤色 ― 女性              |  |
| 直方市（に相当する地域）の人口の推移 \| 1970年（昭和45年） \| 55,615人 \| \| \| 1975年（昭和50年） \| 58,551人 \| \| \| 1980年（昭和55年） \| 62,595人 \| \| \| 1985年（昭和60年） \| 64,479人 \| \| \| 1990年（平成2年） \| 62,530人 \| \| \| 1995年（平成7年） \| 61,623人 \| \| \| 2000年（平成12年） \| 59,182人 \| \| \| 2005年（平成17年） \| 57,497人 \| \| \| 2010年（平成22年） \| 57,686人 \| \| \| 2015年（平成27年） \| 57,146人 \| \| \| 2020年（令和2年） \| 56,212人 \| \| |                                        |  |
| 総務省統計局 国勢調査より |                                        |  |
| 1970年（昭和45年） | 55,615人                               |  |
| 1975年（昭和50年） | 58,551人                               |  |
| 1980年（昭和55年） | 62,595人                               |  |
| 1985年（昭和60年） | 64,479人                               |  |
| 1990年（平成2年） | 62,530人                               |  |
| 1995年（平成7年） | 61,623人                               |  |
| 2000年（平成12年） | 59,182人                               |  |
| 2005年（平成17年） | 57,497人                               |  |
| 2010年（平成22年） | 57,686人                               |  |
| 2015年（平成27年） | 57,146人                               |  |
| 2020年（令和2年） | 56,212人                               |  |

## 教育

### 高等学校
- 福岡県立鞍手高等学校
- 福岡県立直方高等学校
- 福岡県立筑豊高等学校
- 大和青藍高等学校

### 中学校
- 直方市立直方第一中学校
- 直方市立直方第二中学校
- 直方市立直方第三中学校
- 直方市立植木中学校

### 小学校
- 直方市立直方南小学校
- 直方市立直方北小学校
- 直方市立直方西小学校
- 直方市立新入小学校
- 直方市立感田小学校
- 直方市立上頓野小学校
- 直方市立下境小学校
- 直方市立福地小学校
- 直方市立中泉小学校
- 直方市立植木小学校
- 直方市立直方東小学校

### 特別支援学校
- 福岡県立直方特別支援学校(直方養護学校、直方聾学校が合併)

### 学校教育以外の施設
- 中小企業大学校直方校

## 交通

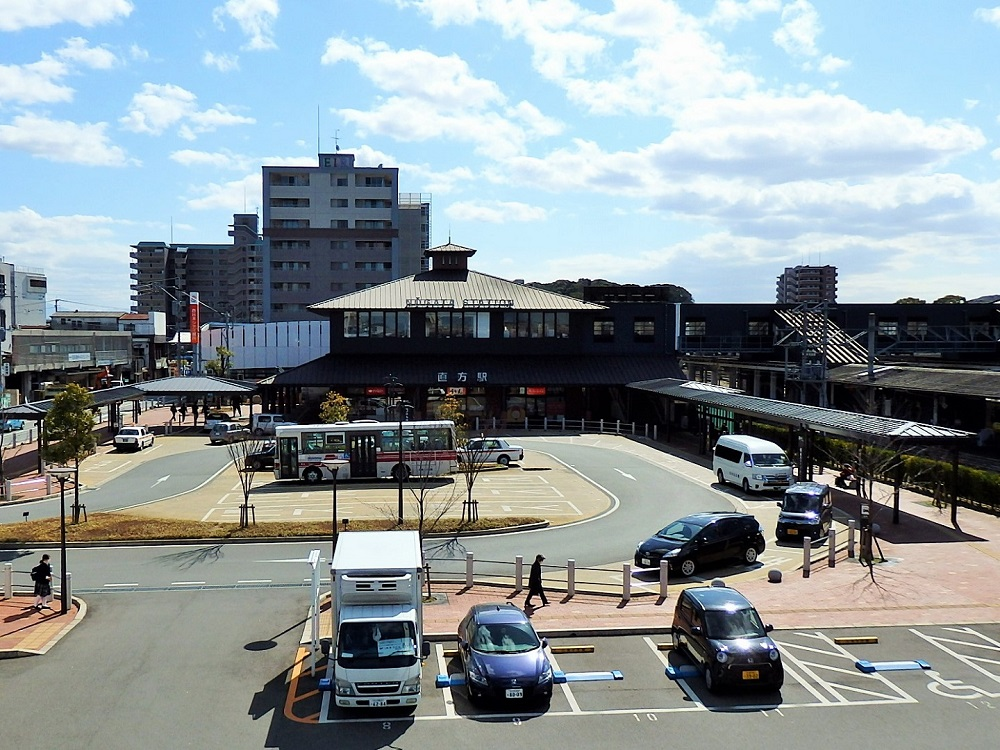
交通の要となる直方駅

### 鉄道
- 九州旅客鉄道（JR九州）
  - 筑豊本線（福北ゆたか線）: 筑前植木駅 - 新入駅 - 直方駅
- 筑豊電気鉄道
  - 遠賀野駅 - 感田駅 - 筑豊直方駅
- 平成筑豊鉄道
  - 伊田線: 直方駅 - 南直方御殿口駅 - （この間小竹町） - 藤棚駅 - 中泉駅

※ このほかに山陽新幹線（JR西日本）が小倉駅 - 博多駅間で約1750mに渡り当市を通過するが、直方市内にも直方市周辺部にも駅は設けられていない（小倉駅 - 博多駅間の中間部に駅がない）。新幹線駅と直方駅の間の所要時間は小倉 - 直方間は直通・折尾駅乗り換えともに50分前後、博多 - 直方間は快速利用で1時間5分前後である。ただし小倉 - 直方間の直通列車は博多 - 直方間に比べ本数が少なく、全く運行されない時間帯もある。

### 路線バス
西鉄バスとJR九州バスが市内および市外への路線を運行しているほか、両社の不採算路線廃止後の代替として直方市がコミュニティバス「なのはな君」を運行している。いずれも直方駅を拠点として運行している。
かつては直方駅前のバス乗り場は西鉄バス・JR九州バス・コミュニティバスでそれぞれ別々の位置にあったが、2014年2月1日に高速・特急バスを除き直方駅前広場に新設されたロータリーに乗り場が統一された。しかし、2018年4月5日に西鉄バスの乗り場が直方バス停（旧：直方バスセンター）に移動したことにより西鉄バスの乗り場はJR九州バス・コミュニティバスとは別の場所となっている。
- JR九州バス（直方線） - 宮若市・久山町・粕屋町を経由して福岡市との間を結んでいる。かつては直方市内のみの路線もあったが廃止された。直方駅前に西鉄バスとは別の自動車駅（バスターミナル）を設けていたが2010年に廃止され、現在では上記のように直方駅前のロータリー発着となっている。
  - 直方駅 - 鞍手高校前 - 宮田 - 福丸 - 脇田温泉 - 山の神 - 久山 - 深井 - 箱崎 - 博多BT
- 西鉄バス - 西鉄バス筑豊が直方市内の大半の路線を運行している。直方市内各地への路線や、直方市と近辺の鞍手町・遠賀町を結ぶ路線、直方市と黒崎（北九州市八幡西区）を結ぶ急行バス、直方市と福岡市（天神）を結ぶ高速バスがある。また、直方市北端部の北九州市との境界に近いイオンモール直方と黒崎を結ぶ路線は西鉄バス北九州が運行する。
  - 1：直方 - 頓野（循環）
  - 2・3：直方 - 中央橋 - 道目木（循環）
  - 7：直方 - 勘六橋 - 筑前泉 - 永満寺（循環）
  - 13：直方 - 感田電停 - 中央病院 - 浄福寺 - イオンモール直方
  - シャトルバス：直方 - 感田電停 - イオンモール直方
  - 66：直方 - 新入 - 鞍手役場 - JR遠賀川駅
  - 68：直方 - 五反田 - 鞍手役場 - JR遠賀川駅
  - 急行：直方 - 緑ケ丘 - 小嶺台 - 引野口 - 黒崎BC
  - 高速：直方 - 緑ケ丘 - 直方PA - 若宮IC - 高速青柳 - 高速立花山 - 天神
  - 53：黒崎BC - 引野口 - 下上津役 - 馬場山 - 星ヶ丘 - イオンモール直方
- 直方市コミュニティバス「なのはな君」 - 直方市が地元のタクシー会社に委託して運行するコミュニティバスである。直方市内の鉄道路線・西鉄バス・JR九州バスのない地域を通る路線を運行している。
- 高速バス - 上記の福岡市との間を結ぶ高速バスのほか、市内の植木地区にある直方パーキングエリア（直方バスストップ）に福岡市（天神）、北九州市（小倉）、長崎市など、各方面への高速バスが多数発着している。

### 道路

#### 一般国道
- 国道200号
- 国道211号

#### 県道
- 福岡県道21号福岡直方線
- 福岡県道22号田川直方線
- 福岡県道27号直方芦屋線
- 福岡県道28号直方行橋線
- 福岡県道29号直方宗像線
- 福岡県道73号直方水巻線
- 福岡県道419号夏吉直方線
- 福岡県道472号直方鞍手線

※ 直方市の道路網の特徴として、鉄道との交差箇所において跨線橋やアンダーパスが多く用いられている点がある。かつては長大な石炭運搬列車が多く通過しており、遮断による交通障害対策のためか特に新入駅から南直方御殿口駅付近までは踏切が1箇所存在するのみで、この踏切も現在は自動車の通過ができなくなっている。これらの跨線橋は昭和30～40年代までに完成したものが大半である。筑豊電鉄では一般的な数の踏切道が存在する。

#### 高速道路
- 九州自動車道
  - 直方パーキングエリア ※上りのみ利用可能

直方市内に九州自動車道のインターチェンジはないが、北九州市八幡西区にある八幡インターチェンジと鞍手町にある鞍手インターチェンジはいずれも直方市域から至近距離にある。

## 名所・観光スポット・文化施設

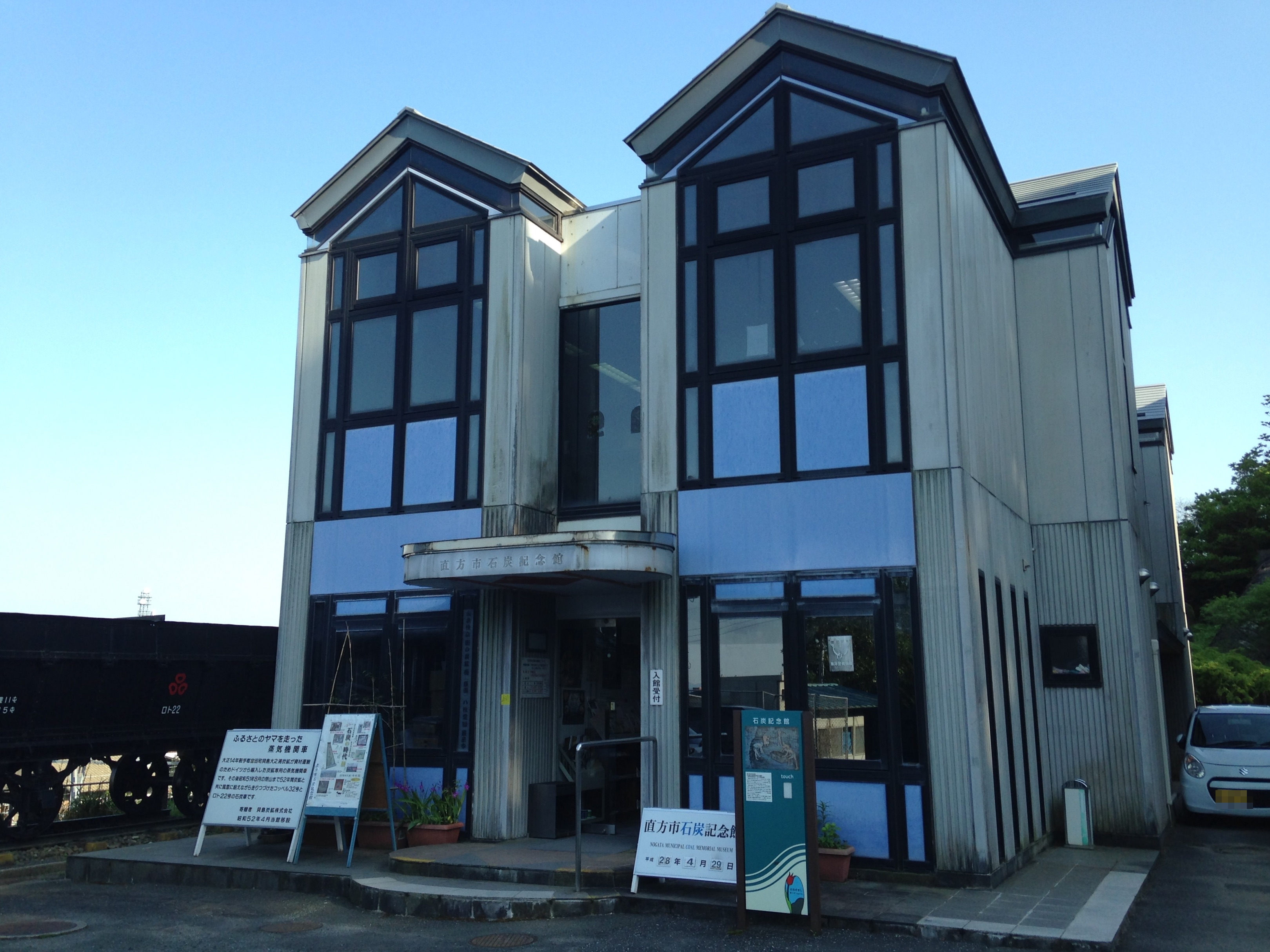
直方市石炭記念館

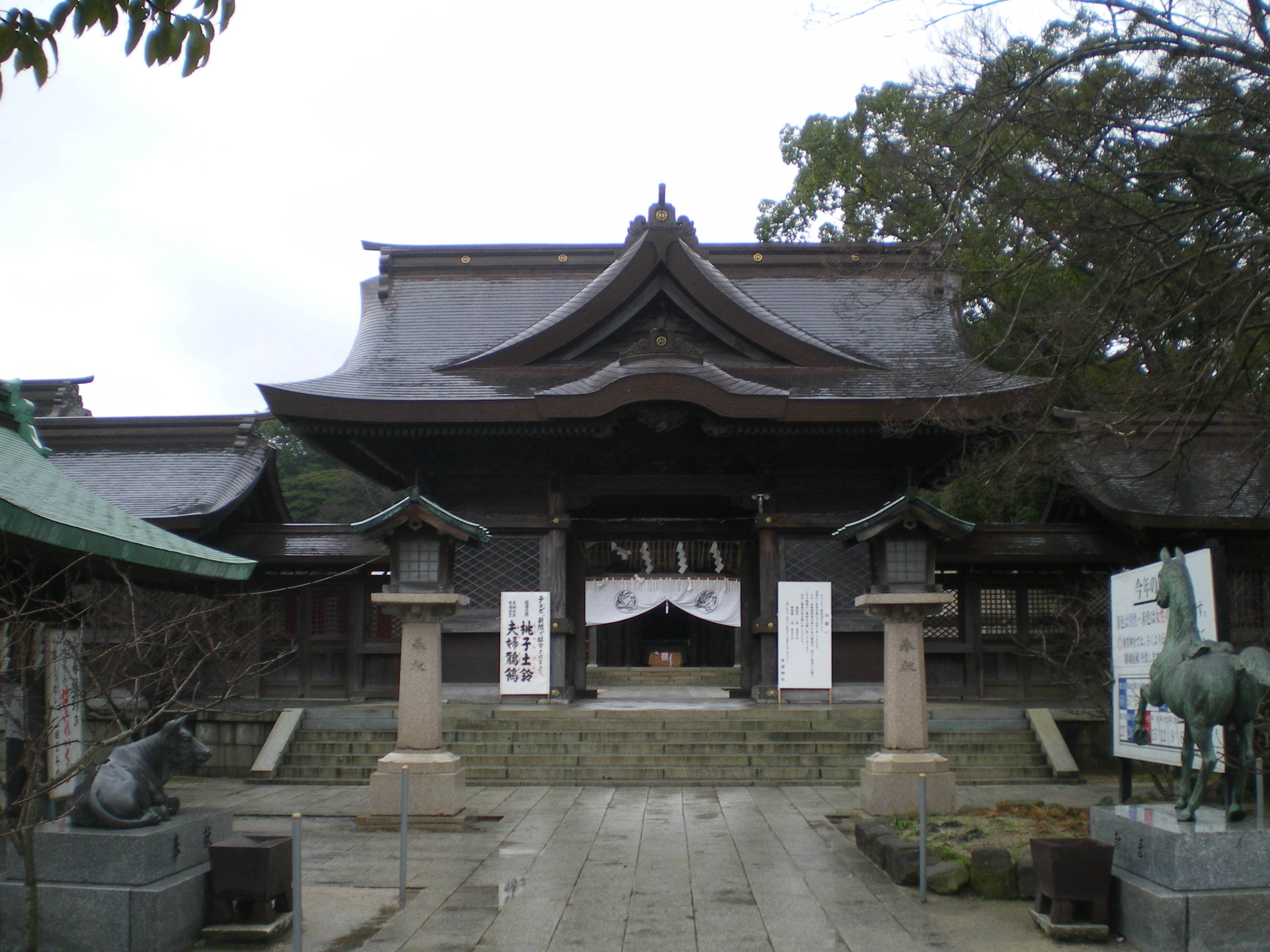
直方多賀神社

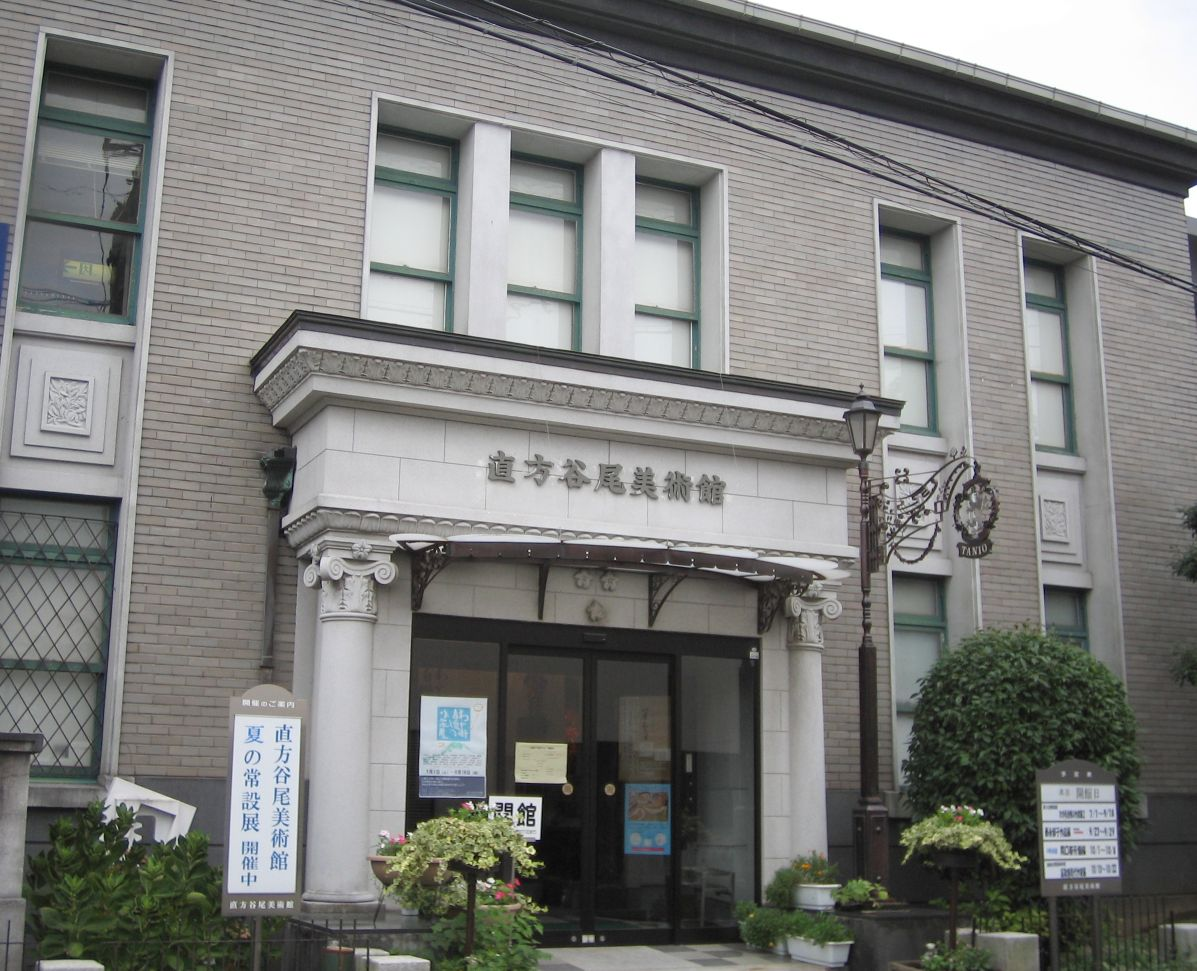
直方谷尾美術館

### 史跡・寺社
- 多賀神社
- 直方藩主館跡
- 西徳寺
- 植木の空也上人像
- 水町遺跡公園
- 須賀神社 - 世界最古の目撃記録が残る隕石である直方隕石を所蔵している。

### 博物館・美術館・工芸スポット・文化施設
- 直方市石炭記念館
- 直方歳時館（旧堀三太郎邸）
- 向野堅一記念館　国の登録有形文化財（建造物）
- 直方谷尾美術館
- アートスペース谷尾 - 直方市美術館別館。ガラス工芸品が展示されている。
- ギャラリーのぐち - 雑貨・家具・陶磁器などの店舗が並んでいる。
- 高取焼の窯元 - 福智山のふもとに数か所窯元がある。
- ユメニティ直方 - イベントやコンサートなどが開催される。
- 直方市立図書館

### レジャー
- 福智山ろく花公園
- 竜王峡キャンプ村
- 汽車倶楽部 - 本格的な鉄道模型、ジオラマが展示・販売されている。

### 自然・農業
- 福智山 - 直方市内最高峰の山。登山シーズンには多くの登山客で賑わう。
- 尺岳 - 福智山連山を構成する山の一つで、ふもとの龍王峡から登山する。
- 六ヶ岳
- 直方リバーサイドパーク - 遠賀川の河川敷公園。春になると菜の花が満開になる。チューリップフェアや夏まつりもここで開かれる。
- アグリ福智の里 - JA直鞍が運営する農産物販売所。頓野地区にある。
- 新鮮食広場なのはな畑 - JA直鞍が運営する農産物販売所。植木地区にある。

## 祭り・イベント
- 多賀神社春季大祭（4月）
- 直方チューリップフェア（4月） - 遠賀川河川敷で16万球（2015年）のチューリップが咲き、約20万人の観光客が訪れる。
- 高取焼陶器まつり（4月）
- のおがた夏まつり（7月） - 遠賀川河川敷で6千発の花火が打ち上げられる。
- 直方山笠（7月）
- 多賀神社秋季大祭（10月）
- 多賀神社神幸祭（10月14日） - 多賀神社秋季大祭の際に3年に一度開催される。福岡県の無形民俗文化財指定。
- 直方日若踊（10月15日） - 多賀神社秋季大祭の際に奉納される。福岡県の無形民俗文化財指定。
- のおがた産業まつり（11月）
- 直方市民文化祭（11月）
- 五日市（毎月5日） - 市内中心の各商店街で毎月5日に開催される大売出しのイベント。

## 出身人物

### スポーツ
- 魁皇博之（大相撲元大関、現年寄浅香山親方）: 幕内最高優勝5回、通算勝利数1047勝を誇る。JR九州の特急「かいおう」の名前の由来にも。
- 皇牙篤（大相撲元十両力士（高砂部屋））: 魁皇の中学の後輩。十両になってからも弓取式を行っていたことで有名。
- 小島宏美（元サッカー選手）
- 三友康平（バスケットボール選手）
- 鐘ヶ江将平（オートレーサー）
- 米倉健司（元プロボクサー・ヨネクラボクシングジム会長）
- 和田峯幸生（ボクサー）: 元東洋太平洋ライトフライ級チャンピオン。筑豊ボクシングジム所属。

### 政治
- 大島九州男（参議院議員）
- 谷伍平（元北九州市長）︰北九州市の二代目市長。

### 実業
- 貝島太助（炭鉱経営者）︰貝島財閥の創始者。
- 向野堅一（実業家）：明治から昭和初期の実業家。日清戦争で軍事探偵として活躍し、のち満州経済界の指導者に。
- 長谷川裕一（お仏壇のはせがわ会長）

### 学術
- 梶山千里（九州大学総長、日本学生支援機構理事長、高分子学会会長、国立大学協会副会長）

### マスコミ
- 石橋真（中国放送）
- 栗原美和子（共同テレビジョン執行役員）

### 芸能
※五十音順に記載。
- 飯田晴子（漫画家、イラストレーター）
- 伊比裕一郎（アーティスト）: 福岡県を中心に活動するR.O.Bのボーカル。
- 入江雅人（俳優）
- 岡崎太郎（作家）
- 桑田靖子（歌手）
- 鋤田正義（写真家）︰デヴィッド・ボウイなど国内外のアーティストを撮影してきた写真家。
- 田中彰孝（劇団四季所属のミュージカル俳優）: ライオンキングのシンバ役などで活躍。
- 山本詠美子（ミュージカル俳優、歌手、司会者）
- 萬田美子（タレント）: 九州朝日放送『ドォーモ』のレギュラー。近年「のおがた夏まつり」の司会を担当。
- 渡辺信之（ギタリスト）:Hey Ho Let's Go！、シーナ&ザ・ロケッツ 、Rolling Tigers。
- YOSH（アーティスト）: バンドShamo（軍鶏）のボーカル。

## 直方市が舞台となっている作品
- 放浪記 - 作家林芙美子の代表作。12歳（大正4年）の頃、直方で生活。作品の冒頭「放浪記以前」に当時の直方の描写があり、西徳寺と須崎町公園に記念文学碑がある[広報 7]。
- おっぱいバレー - 綾瀬はるか主演。直方市が映画ロケ地となった（舞台は静岡県三ヶ日）。
- 翼をください (NHK) - 片岡鶴太郎・江口洋介主演（ロケ地は直方市ではない）。
- ドグラ・マグラ - 夢野久作の代表作。日本探偵小説三大奇書の一つ。直方の日吉町で重大事件が起きる[広報 8]。